# Cueta tosta
Cueta tosta is een insect uit de familie van de mierenleeuwen (Myrmeleontidae), die tot de orde netvleugeligen (Neuroptera) behoort. 
Cueta tosta is voor het eerst wetenschappelijk beschreven door Navás in 1914.